# Google ノートブック
Google ノートブック (Google Notebook) はかつてGoogleが提供していた無料のウェブアプリケーションである。2006年5月10日に発表され、同年5月15日にサービス開始となった。
ブラウザベースのツールでメモを書いたり、テキストや画像を貼り付けたり、各種ページへのリンクを保存したりできる。情報はオンラインの「ノートブック」に保存でき、ノートブックには共有機能や協働機能がある。ノートブックを公開することができ、公開か非公開かを問わず複数ユーザーがノートブックを共有しての共同作業が可能である。
機能限定版としてミニGoogleノートブックがある。これは、Mozilla Firefox と Internet Explorer のブラウザ拡張機能として提供されている。このブラウザ拡張機能を使うと、閲覧中のページを離れずにコンテキストメニューのオプション指定で情報を切り取ってノートブックに貼り付けることができる。Firefox 用拡張機能の最新版は 1.0.0.22 である。
Firefox 用拡張機能がリリースされた数ヵ月後、Google はログインユーザーの行った検索結果に「メモを追加」リンクを付加した。そのリンクをクリックすると、画面の右下にAjaxユーザインタフェースが表示される。このとき、ブラウザ拡張機能はインストールしていなくてもよい。
各ノートブックには題名と内容がある。新たなメモを書き込むとノートブックの一番下に追加されるが、ミニノートブックのサブウィンドウで事前設定した挿入ポイントに追加することもできる。ノートブックを展開すると、ドラッグ・アンド・ドロップでノートブック内あるいはノートブック間のメモの移動や整理が可能となる。また、ノートブックをGoogle ドキュメントにエクスポートすることもできる。2007年11月1日にはラベル設定も可能となっていた。
2009年初め、Googleはこのサービスの開発中止を発表し、バグ修正などが中止された。2011年9月には、数か月中にサービス提供を中止すると発表され、2012年7月にサービスを停止した。保存されていたデータのほとんどは、Google ドキュメントに自動的にエクスポートされる。